# 伊集院兼信
伊集院 兼信（いじゅういん かねのぶ、1892年（明治25年）10月8日 - 1980年（昭和55年）4月8日）は、日本の陸軍軍人。最終階級は陸軍少将。東京都出身。

## 経歴
1913年（大正2年）5月、陸軍士官学校（25期）卒業。同期に武藤章・富永恭次・田中新一・佐藤幸徳・山内正文がいる。
1936年（昭和11年）の二・二六事件勃発時には、陸軍歩兵少佐、歩兵第3連隊第2大隊長であり、部下である安藤輝三大尉に原隊へ復帰するよう説得したことで知られる。
その後、1939年（昭和14年）3月、陸軍歩兵大佐となり、同年12月、歩兵第210聯隊長に就任。日中戦争に出征し山東省西部の警備業務に従事。以後、留守第5師団司令部附（広島文理科大学配属将校）を経て、1943年（昭和18年）3月、第2独立守備隊長に転じ吉林に駐屯。同年8月に陸軍少将に昇り、1944年（昭和19年）5月より独立混成第51旅団長に就任しトラック島の守備を担当し終戦を迎えた。
1947年（昭和22年）11月28日、公職追放仮指定を受けた。